# Werewolf: The Forsaken
Werewolf: The Forsaken (deutscher Titel: Werwolf: Paria) ist ein Pen-&-Paper-Rollenspiel, das in der fiktiven Spielwelt Welt der Dunkelheit (World of Darkness) angesiedelt ist. Die Reihe erschien beim US-amerikanischen Verlag White Wolf und wurde im deutschsprachigen Raum bis 2006 von Feder und Schwert verlegt. Seit dieser Verlag die Welt der Dunkelheit-Reihe eingestellt hat, gibt es keine neuen deutschsprachigen Produkte mehr.
Es ist als Spiel der „Neuen Welt der Dunkelheit“ thematisch der Nachfolger des Spiels Werewolf: The Apocalypse aus der „Classic World of Darkness“. Es handelt sich aber nicht um eine Fortführung dieses Spiels.

## Charaktere
Der Spieler schlüpft in die Rolle der „Verlassenen“, Werwölfe, die es sich zur Aufgabe gemacht haben, die Balance zwischen der Geisterwelt und der materiellen Welt zu bewahren und Eindringlinge von einer Welt in die andere (meistens von der Geisterwelt in die materielle Welt) aufzuhalten. Die Werwölfe nennen sich „Uratha“, mit einem Wort, das aus der alten Sprache der Geister, genannt die „Erste Sprache“, stammen soll.
Menschen mit dem Blut der Uratha in sich werden Wolfsblütige genannt und können die „Erste Verwandlung“ durchmachen. Wann und warum das geschieht, kann aber nicht gesagt werden, lediglich, dass es nicht vor der Pubertät und nach dem 60. Lebensjahr geschieht. Jeder Charakter bekommt dabei vom Mond ein Vorzeichen (die jeweilige Mondphase) verliehen und kann sich entweder einem von fünf Stämmen anschließen oder zu einem Stammeslosen werden. Letztere werden Geisterwölfe genannt.
Die Uratha sind extrem territoriale Raubtiere, die einen instinktiven Drang zur Jagd verspüren. Die meisten von ihnen haben Probleme damit, ihre Aggressionen zu kontrollieren, was sie an einem Zusammenleben mit normalen Menschen hindert und auch das Leben untereinander erschwert. Zudem spüren Menschen diese Aggression, je mehr die Verbindung eines Uratha zu seinem Geisteranteil wächst. Die meisten Menschen fühlen sich davon abgestoßen. Zudem droht jedem Werwolf die Gefahr, in die „Todesraserei“ zu verfallen. In diesem Zustand drohen sie alles und jeden, egal ob Freund oder Feind, anzugreifen. Es sei schon vorgekommen, dass Uratha in diesem Zustand ihre „Gegner“ verspeist haben.
Zudem verfügen die Uratha über ein instinktives (aber nur oberflächliches) Verständnis der Ersten Sprache, um mit Geistern kommunizieren zu können. Ein flüssiges Verständnis dieser Sprache muss erlernt werden.
Im breiteren Kontext des publizierten Materials gehören die Uratha technisch gesehen zu den Gestaltwandlern. Sie sind Wesen, die teils Mensch, teils Geist und teils Tier sind. Dabei sind sie weder die einzigen Gestaltwandler, noch die einzigen Werwölfe, sondern lediglich eine spezialisierte Form von Werwölfen. Es gibt allerdings einige Unterschiede zu den anderen Gestaltwandlern: So sind die Uratha wesentlich aggressiver als die meisten anderen Werwesen, ihre Wunden heilen schneller, zudem haben sie eine weit komplexere Gesellschaftsstruktur und ein engeres Verhältnis zur Geisterwelt als die meisten anderen Gestaltwandler. Die Uratha haben in der Welt der Dunkelheit allerdings nicht viel Kontakt zu den anderen Gestaltwandlern und werden von ihnen eher gemieden.

## Fähigkeiten
Die Uratha sind sowohl geistige als auch physische Wesen, welche die Energie der Geister (genannt „Essenz“) nutzen können, um bestimmte übernatürliche Fähigkeiten (genannt „Gaben“) zu aktivieren bzw. sich zu verwandeln oder ihre Heilung voranzutreiben oder von Geistern durchdrungene Gegenstände (genannt „Fetische“) zu aktivieren. Im Gegensatz zu Menschen heilen Uratha sehr schnell, manchmal innerhalb von Sekunden, und können mit großem Aufwand sogar Glieder nachwachsen lassen. Wunden, die durch Silber verursacht werden, gleichen jedoch Brandwunden und heilen nur schlecht und sehr langsam. Gegen normale Krankheiten sind die Uratha immun, und die meisten Fremdstoffe werden schnell aus ihrem Körper ausgeschieden.
Die Uratha haben einen schnelleren Stoffwechsel als Menschen und benötigen daher mehr Nahrung. Was sie essen können und wollen, hängt von der jeweiligen Form und ihren persönlichen Vorlieben ab. Die meisten bevorzugen Fleisch, eine vegetarische Lebensweise ist zwar möglich, aber nur schwer zu erreichen. Uratha können sich nur mit Menschen fortpflanzen, wobei die Chance, dass ein Kind ebenfalls ein Uratha wird, sehr gering ist. Eine Fortpflanzung mit Wölfen ist nicht möglich, und eine Paarung zwischen zwei Uratha hat die Geburt eines Monsters zur Folge und gilt daher als eine der schwersten Sünden.

### Gestaltwandel
Die Uratha können zwischen fünf Formen wählen. Je nach Form hat der Uratha andere Vor- und Nachteile bzw. kann andere Nahrung zu sich nehmen, reagiert anders auf bestimmte Stoffe und Medikamente und hat andere Instinkte, die in den Vordergrund treten. Die drei Mischformen zwischen Mensch und Wolf erzeugen dabei (ebenso wie der Gebrauch übernatürlicher Kräfte) bei normalen Menschen eine Art Verdrängungsmechanismus, wodurch sie vieles oder alles Erlebte vergessen. Auch mechanische Aufzeichnungsgeräte erleiden in diesen Fällen regelmäßig Fehlfunktionen. Nur Menschen, die selbst übernatürlich sind oder einen sprichwörtlich eisernen Willen haben, sind davon nicht betroffen. Die fünf Formen heißen:
- Mensch (Hishu): Ein Uratha sieht wie ein normaler, wenn auch sehr gesunder Mensch aus und ist in allen physischen Belangen ein Mensch. Dies ist die Form, mit der die meisten Uratha am vertrautesten sind und in die sie zurückkehren, wenn sie bewusstlos werden oder sterben.
- Fast-Mensch (Dalu): Der Uratha ist deutlich größer, haariger und stärker. Ohren, Zähne und Krallen sind leicht zugespitzt, und die Gesichtszüge sind eckiger. Die Gesichtsbehaarung ist hier auch bei Frauen deutlich erkennbar. Diese Form reagiert im Groben wie die Menschenform.
- Wolfsmensch/Kriegsform (Gauru): Diese Mischlingsform aus Mensch und Wolf ist fast drei Meter groß, zweibeinig und extrem stark. In dieser Form kommt die Blutlust eines Uratha an die Oberfläche, und es ist noch schwerer als gewöhnlich, die Kontrolle zu behalten und nicht in die Todesraserei zu verfallen. Im Gegensatz zu den anderen Formen, kann diese nur für eine kurze Zeit gehalten werden, wird meist nur zum Kampf eingesetzt, und ihre Reaktion auf bestimmte Chemikalien ist unvorhersehbar. Diese Form nimmt ein Uratha automatisch an, wenn er in die Todesraserei verfällt.
- Fast-Wolf (Urshul): In dieser Form sind Uratha riesige, schnelle und starke Wölfe mit etwa eineinhalb Metern Schulterhöhe, die vom Aussehen eher dem ausgestorbenen Dire Wolf gleichen als heutigen Grauwölfen. Im Groben reagiert diese Form wie die Wolfsform.
- Wolf (Urhan): In dieser Form ist ein Uratha von einem normalen Grauwolf nicht zu unterscheiden und hat die gleichen physischen Eigenschaften. Je nachdem, aus welchem Gebiet der Uratha stammt bzw. welches Gebiet seine Vorfahren am meisten geprägt hat, kann diese Gestalt anders aussehen. Gibt es in den jeweiligen Gebieten Wolfsarten, so entspricht die Form der jeweiligen Unterart des Grauwolfes bzw. entsprechenden anderen Caniden wie Afrikanischen Wildhunden, Rotwölfen oder Rothunden, aber niemals Haushunden. Einige Uratha Afrikas und des Nahen Ostens sind sogar so ähnlich wie Hyänen geformt bzw. gefärbt.[2]

### Gaben
Neben ihren physischen Eigenschaften und der Fähigkeit zum Gestaltwandel, die jeder Uratha besitzt, können sie auch über eine Reihe übernatürlicher Fähigkeiten verfügen, die „Gaben“ genannt werden. Sie sind einem Uratha nicht angeboren, sondern werden ihm von Geistern in Form eines Handels verliehen. Es ist nicht möglich, diese Gaben von anderen Uratha zu erlernen. Dabei sind manche Gaben leichter zu erlernen als andere, je nach Vorzeichen und Stamm bzw. Sippe. Wieder andere Gaben sind nur bestimmten Uratha zugänglich. Welche Effekte diese Gaben haben, ist unterschiedlich. Sie können die körperlichen Fähigkeiten eines Uratha erhöhen, seine Gestalt verändern, ihm hellseherische Fähigkeiten verleihen, die Elemente kontrollieren etc. Je mächtige der Effekt der Gabe ist, desto höher muss der Rang des Urathas in der Geisterwelt sein, und umso höher ist der Preis des Geistes, um sie lernen zu können.
Weiterhin können die Uratha mit Hilfe bestimmter Rituale Geister in Gegenstände oder sogar Tätowierungen sperren und diesen Objekten damit übernatürliche Fähigkeiten verleihen. Wie stark diese Fetische sind, hängt vom Geist ab, der in ihnen angeschlossen wurde.

## Gesellschaft
Die Uratha können theoretisch aus jeder menschlichen Gesellschaft kommen, welche nach ihrer ersten Verwandlung unterschiedlich stark an Wichtigkeit verliert oder zunimmt. Manche wenden sich völlig von den Menschen ab, andere nicht. Die meisten Werwölfe bilden Rudel unterschiedlicher Größe, um ihre Reviere besser verteidigen und effizienter jagen zu können. Dabei beträgt die Mindestgröße für ein Rudel drei Individuen. Ein „Totem“ genannter Geist, der sich dem Rudel anschließt, ist ebenfalls notwendig.
Zudem schwört jeder unter den Verlassenen, der einem Stamm angehört, den Eid des Mondes, welcher grob die Moral der Uratha („Harmonie“) anzeigt. Die einzelnen Strophen des Eides sind:
- Der Wolf muss jagen – die Uratha müssen die Aufgaben von Vater Wolf erfüllen.
- Das Volk ermordet nicht das Volk – die Uratha ermorden andere Uratha nicht.
- Die Niederen ehren die Hohen; die Hohen respektieren die Niederen.
- Respektiere deine Beute.
- Die Uratha sollen sich an die Menschen halten – Uratha können sich nicht mit Wölfen fortpflanzen, und eine Paarung von zwei Uratha bringt ein Monster hervor.
- Esse nicht das Fleisch von Menschen und Wölfen.
- Die Herde darf nichts wissen – die Menschen dürfen nichts von den Uratha wissen.

### Vorzeichen
Jeder der Verlassenen hat ein Vorzeichen, bestimmt durch die jeweilige Mondphase, welches seine Rolle in der Gesellschaft der Uratha bestimmt. Der Mond („Luna“) bestimmt, basierend auf der Persönlichkeit und den Fähigkeiten der Person, unter welcher Mondphase ein Uratha seine erste Verwandlung hat und welches Vorzeichen ihm dadurch zugeordnet wird. Die fünf Vorzeichen, die Zugang zu bestimmten Gaben gewähren, lauten wie folgt:
- Rahu (Vollmond, Krieger) – Krieger jeglicher Art
- Cahalith (Dreiviertelmond, Visionär) – Seher, Erzähler und Bewahrer von Überlieferungen
- Elodoth (Halbmond, Der Grenzgänger) – Diplomat an den Geisterhöfen, Richter und Vermittler
- Ithaeur (Sichelmond, Herr der Geister) – Okkultisten und Bewahrer des Wissens über die Geister
- Irakka (Neumond, Schleicher) – Späher, Spion und Fährtensucher

### Stämme
Die Verlassenen haben fünf Stämme. Diese Stämme sind Verbünde von Uratha, die sich entschlossen haben, je einem von fünf Wolfsgeistern zu folgen, welche als die erstgeborenen Kinder von Vater Wolf gelten, aber nicht von Mutter Luna abstammen. Jeder verlangt dabei eine bestimmte Haltung oder Vorgehensweise für das Leben der Uratha, die ihm folgen, genannt der Stammesbann. Diese fünf Stämme – sowie in Klammern ihre Namen in der Ersten Sprache – sind:
- Blutklauen (Suthar Anzuth) – Stamm des Fenris Wolf, welche besonders dem Kriegeraspekt der Uratha verpflichtet sind; Stammesbann: „Biete keine Kapitulation an, die du nicht akzeptieren würdest.“
- Knochenschatten (Hirfathra Hissu) – Okkultisten, welche mit der Hilfe ihres Patrons Todeswolf die Geheimnisse der Geisterwölfe ergründen wollen; Stammesbann: „Zahle es jedem Geist mit gleicher Münze heim.“
- Nachtjäger (Meninna) – Beschützer der „Tore“, spiritueller Zentren, an denen die Barriere zwischen den beiden Welten dünner ist, und Anhänger der schwarzen Wölfin; Stammesbann: „Lass keinen heiligen Ort in deinem Territorium geschändet werden.“
- Eisenmeister (Farsil Luha) – Stamm von Rotwolf, der das Prinzip der Anpassung lebt; sie sind den Menschen näher als die anderen Uratha, nehmen Technologie leichter an und haben in den Städten die meisten Territorien; Stammesbann: „Ehre dein Territorium in allen Bereichen.“
- Sturmherren (Iminir) – Stamm des Winterwolfes, der danach strebt, alle Uratha durch Stärke und nobles Beispiel zu führen; Stammesbann: „Erlaube niemandem deine Schwäche zu sehen oder zu pflegen.“

Neben diesen fünf Stämmen gibt es unter den Verlassenen noch die Geisterwölfe (Thihirtha Numea). Diese sind allerdings kein Stamm, sondern es handelt sich dabei um einen Sammelbegriff für alle Uratha, die keinem Stamm angehören. Als solche haben sie weder einen Stammesbann noch einen Stammespatron. Manche folgen dem Eid des Mondes, andere nicht. Manche gehörten nie einem Stamm an, andere haben ihren Stamm verlassen, was auch für die Uratha aus den Reihen der „Reinen“ gilt. Das einzige, was alle Geisterwölfe gemeinsam haben, ist, dass sie nicht der Gesellschaft der Uratha im eigentlichen Sinne angehören. Abgesehen davon können keine Verallgemeinerungen gemacht werden.

## Hintergrundmythos
Einst existierte, laut den Legenden der Verlassenen, eine perfekte Welt namens Pangaea, wobei nicht klar ist, ob es sich dabei um einen Ort oder eine Zeit handelt. In dieser Welt war die Grenze zwischen der Geisterwelt und der materiellen Welt nur dünn, und Wesen konnten leicht von der einen Welt in die andere gelangen.
Der Geist, der über die Balance dieser Welt wachte, war Vater Wolf, der mächtigste Jäger seiner Zeit. Vater Wolf patrouillierte an der Grenze zwischen beiden Welten und erlaubte z. B., dass sich Geister in der Menschenwelt aufhielten und sogar Kulte um sich herum errichteten. Aber ihre Aktionen hatten Grenzen, und viele der mächtigen Geisterherren sahen die Weisheit darin und befolgten die Regeln. Jene aber, welche das Gleichgewicht zwischen den Welten in Gefahr brachten, trieb Vater Wolf in ihre jeweilige Welt zurück oder tötete sie.
Mit der Zeit begann Luna, der Geist des Mondes, in fleischlicher Hülle auf Erden zu wandern. Sie hatte viele Verehrer, aber erwählte sich nur Vater Wolf aufgrund seiner Stärke und Macht zum Gefährten. Mit ihm zeugte sie das „Erste Rudel“, Kinder, die teils Mensch, teils Wolf und teils Geist waren, welches die Vorfahren aller Uratha waren und ihrem Vater bei seinen Aufgaben halfen.
Mit der Zeit wurde Vater Wolf immer schwächer und schaffte es nicht mehr, seine Aufgaben zu erfüllen. Als seine Kinder dies sahen, begannen einige von ihnen, gegen ihren Vater zu rebellieren und schafften es letztendlich, ihn zu töten, um seinen Platz einzunehmen. Als Vater Wolf starb, begann die Barriere zwischen den beiden Welten so stark zu werden, dass ein Hinüberwechseln für die meisten Wesen nur noch an ganz bestimmten Stellen möglich war. Der Schmerz über den Tod ihres Geliebten brachte Luna dazu, alle Kinder, die sie je geboren hatte, zu verfluchen, auf dass das Silber, ihr heiliges Metall, sie töten möge. Jene Uratha, welche ihren Vater töteten, leisteten später den Eid des Mondes und versprachen, die Pflichten ihres toten Vaters auf sich zu nehmen. Jenen Uratha gab Luna die Vorzeichen und nahm einen Teil ihres Fluches von ihnen, aber nicht völlig. Silber war nach wie vor ihr Fluch. Diese Uratha machten sich auf die Suche nach den fünf Erstgeborenen, welche später die fünf Stämme der Verlassenen begründeten.
Neben dieser Hauptlegende gibt es in dem veröffentlichten Material zahlreiche andere Legenden, welche z. B. auch andeuten, dass Vater Wolf gar nicht generell schwächer wurde und nur durch einen Kampf mit einem Feind geschwächt war. Demnach wäre es gar nicht notwendig gewesen, Vater Wolf zu töten.
Die oben vorgestellte Geschichte ist lediglich die am weitesten verbreitet Version, welche selbst zahlreiche Abwandlungen hat und nur in ihren Grundfesten übereinstimmt. Da die Geister, welche das Geschehene bezeugen könnten, meistens nicht direkt bzw. gar nicht mit den Uratha in Kontakt treten, ist die „Wahrheit“ keineswegs sicher, und es existieren mehrere andere Mythen zur Entstehung der Uratha. In dem Nachfolgewerk Blasphemies werden weitere mögliche Erschaffungsmythen sowie solche Uratha, die daran glauben, vorgestellt. In Blasphemies werden zudem Regeln und Anleitungen gegeben, wie der Erzähler weitere Mythen erschaffen kann.

## Gegenspieler
In der Welt der Dunkelheit existieren mehrere Gefahren für die Uratha. Allerdings enden diese Rivalitäten selten in offenem Kampf, da die meisten der übernatürlichen Wesen in der Welt der Dunkelheit ein Interesse an Sicherheit haben. Die Hauptgefahren hierbei sind:
- Geister: Geister, welche die Grenzen zwischen den Welten nicht anerkennen, sind die häufigsten Gegner der Verlassenen. Einige fliehen aus der Geisterwelt oder überqueren die Barriere, um ihre eigenen Bedürfnisse zu befriedigen. Manche heften sich dabei an Menschen oder ergreifen völlig Besitz von ihnen. Entweder drängen sie sie zu bestimmten Aktionen, besetzen ihre Körper oder Verschmelzen mit ihnen. Diese letzte Form ist die gefährlichste. Das so entstandene Wesen ist eine einzigartige Kombination aus Lebewesen und Geist und kann sogar den besetzten Körper völlig verändern oder ihm übernatürliche Kräfte geben. Z. B. können manche Leopardengeister den Menschen, mit dem sie verschmelzen, in einen Leoparden verwandeln.[2] Ein nicht zu unterschätzendes Problem dabei ist, dass die Uratha nicht einfach jeden feindlichen Geist vernichten können, der sich in ihrem Revier befindet, da beide Welten miteinander verbunden sind, und der Tod zu vieler Geister in einer seelenlosen, hohlen und leeren Welt enden würde. Zudem haben auch Geister eine Art Gesellschaft, und der Tod des falschen Geistes könnte unangenehme Aufmerksamkeit auf die betreffenden Uratha ziehen.
- Die Reinen (Anshega): Diese Uratha stammen von den Uratha ab, die aus welchem Grund auch immer nicht gegen Vater Wolf aufbegehrten und ihn nicht getötet haben. Diese geben den Verlassenen die Schuld an dem Verlust von Pangaea und sehen ihre Vernichtung als heilige Aufgabe an. Sie sind weit zahlreicher als die Verlassenen, und ihre Kultur des Kampfes und des Hasses macht sie zu den gefährlichsten Gegnern der Verlassenen. Die Reinen haben nicht viel für die Menschen übrig und sehen sich selbst grundsätzlich als die größten Raubtiere an. Sie verachten Luna und verehren Vater Wolf, haben aber seine Aufgaben nicht übernommen, weshalb die Geister mit ihnen viel eher zusammenarbeiten als mit den Verlassenen. Die Reinen leben meistens nach der Devise, der Zweck heilige die Mittel. Daher tun sie, obwohl sie sehr auf ihre Harmonie bedacht sind, viele Dinge, die sie auf der Stufe der Moral immer weiter sinken lassen. Physisch gesehen unterscheidet sie von den Verlassenen nur, dass sie sich die Vorzeichen von Luna „abreißen“ und sich ihr somit versagen und eine weit stärkere Reaktion auf Silber haben, als die Verlassenen selbst. Die Reinen sind keine völlig einheitliche Gruppe, sondern bestehen aus drei Stämmen, die alle einem der Erstgeborenen von Vater Wolf folgen, die den Tod von Vater Wolf nie vergeben haben. Diese Stämme sind: Die vom Feuer Berührten (Izidakh), die dem tollwütigen Wolf in religiösem Eifer folgen und der zahlreichste aller Stämme sind; die Elfenbeinklauen (Tzuumfin), welche dem silbernen Wolf folgen, von „Reinheit“ besessen sind und sich als reinste aller Uratha und rechtmäßige Führer der Reinen ansehen, von der Größe her sind sie weniger zahlreich als die Feuer Berührten und die Raubtierkönige; die Raubtierkönige (Ninna Farakh), die Dire Wolf folgen und sich als die Spitze der Nahrungskette und ultimative Raubtiere ansehen und ihre menschliche Seite so weit wie möglich hinter sich lassen.
- Die Wirte (Shartha): Sie sind bizarre Kreaturen, eine Mischung aus Geist und Fleisch, Mensch und Tier. Die häufigsten Wirte stammen von zwei boshaften Kreaturen ab, die Vater Wolf vor dem Fall Pangaeas jagte und vernichtete, und die es schafften, Teile von sich selbst über die materielle Welt zu verstreuen. Diese sind die Azlu (Spinnenmonster) und die Beshilu (Rattenwesen). Diese Wesen schwächen oder stärken die Barriere zwischen den Welten, was in beiden Fällen unangenehme Nebenwirkungen hat. Sie suchen und fressen einander, was sie noch stärker macht. Wenn sie einen bestimmten Grad an Macht erreicht haben, suchen sie sich einen Menschen, verschmelzen mit ihm und werden zu Mischungen aus Mensch und dem jeweiligen Tier (Ratte oder Spinne), von denen jeder Mischling anders aussieht. Menschen sind für sie hauptsächlich Mittel zum Zweck. Neben diesen beiden Hauptwirten gibt es noch andere, welche die Formen von Heuschrecken, Raben oder Schlangen haben. Womöglich gibt es noch andere unbekannte Wirte, welche mit den Azlu und Beshilu aber kaum etwas gemeinsam haben müssen.
- Die Idigam: Sie sind die seltensten Feinde der Verlassenen. Diese Wesen sind mächtige Geister, welche Konzepte repräsentieren, die bereits existierten, bevor Pangaea vollständig geformt war. Diese Geister wurden vor langer Zeit verbannt, und keiner weiß wirklich, was sie wollen und was sie sind. Als sie das letzte Mal in den 1960ern der Welt der Dunkelheit auftauchten, führte die Bedrohung, die sie darstellten, zu den wenigen Malen in der Geschichte, wo sich die Verlassenen und die Reinen zusammenschlossen, um einen Feind zu besiegen. Und dennoch gelang es ihnen nicht, alle Idigam zu besiegen.
- Die Höllenhunde (Azah Gadar): Diese Uratha haben sich den schlimmsten der Geister mit offenen Augen angeschlossen. Aus ihrer Sicht ist die Welt von Grund auf verdorben, und sie wollen auf der Seite der Gewinner stehen, weshalb sie sich auf die Seite der übelsten Geister gestellt haben und oft genug Dinge tun, die unaussprechlich sind und deren Anwesenheit auch ihre Umgebung mit der Zeit zu einem schlimmeren Ort werden lässt. Angeblich ist der Geist, welcher als Vermittler dient und seelenloser Wolf heißt, einer der Erstgeborenen, und die Höllenhunde womöglich der neunte Stamm der Uratha. Diese Uratha sind einige der sehr wenigen Feinde, die so eine Bedrohung darstellen, dass sich die Verlassenen und die Reinen zusammenschließen würden, um sie zu vernichten.
- Menschen: Menschen können für die Uratha Freund wie Feind sein. Besonders solche, die selbst zumindest zum Teil übernatürlich sind, können den Uratha gefährlich werden, da der normale Verdrängungsmechanismus bei ihnen schwächer oder gar nicht funktioniert. Die Hauptgefahr, die von Menschen ausgeht, ist die Tatsache, dass sie die Geisterwelt stärker als alle anderen Wesen beeinflussen, auch wenn sie weit stärker davon abgeschnitten sind als die Uratha. Zudem haben einige Fakten über die Uratha ihren Weg in die Geschichten der Menschen gefunden. Diese Tatsache ist beunruhigend für die Uratha, da mit Hilfe der modernen Waffen auch ein einzelner Mensch sehr gefährlich sein kann.
- Andere übernatürliche Wesen: Die Verlassenen kommen immer wieder mit anderen übernatürlichen Wesen wie Gespenstern, Vampiren, Magiern, Hautdieben oder anderen Gestaltwandlern in Konflikt. Ein Unterschied besteht allerdings in der Beziehung der Uratha mit anderen Mitgliedern des Tiervolkes. Auch wenn ein Uratha einen anderen Gestaltwandler niemals als gleich ansehen wird, so herrscht in der Beziehung zu den anderen Mitgliedern des Tiervolkes eine Art beidseitiger Respekt und Verwandtschaft, auch wenn sie sich gegenseitig umbringen wollen.[1] Gründe für Konflikte können sehr unterschiedlich sein, eine von vornherein festgelegte Feindseligkeit existiert aber nicht. Die Uratha können durchaus mit anderen übernatürlichen Wesen kooperieren, wenn es sich lohnt, bevorzugen allerdings die Gegenwart ihrer eigenen Art. Daneben gibt es noch weitere ungewöhnliche und mitunter einzigartige Wesen in der Welt der Dunkelheit, deren Motive und damit auch die Gründe für Konflikte mit den Verlassenen völlig unterschiedlich sein können.

## Unterschiede zum Vorgänger
Werwolf: Paria weist einige Unterschiede zu seinem Vorgänger Werewolf: The Apocalypse in Bezug auf die Spielregeln und Details der Welt auf, obgleich es auch neben dem Hauptthema starke Ähnlichkeiten zwischen beiden Spielen gibt: Werwölfe kämpfen in beiden Spielen darum, mit der Menschheit in Verbindung zu bleiben und dabei ihre geistige und animalische Seite zu erhalten und ihre Territorien zu verteidigen. Konflikte zwischen Werwölfen mit verschiedenen Ideologien waren bereits in Werewolf: The Apocalypse enthalten.
Die „Reinen“ in Werwolf: Paria sind jedoch häufiger, zahlreicher und moralisch doppeldeutiger als die teuflischen Tänzer der Schwarzen Spirale im vorangegangenen Spiel. Die Geister sind seltener freundlich gesinnt und streben vor allem nach Macht und Einfluss, sowohl in der Geister- als auch in der physischen Welt. Es gibt keine wirklich festgelegten Feindschaften zu anderen übernatürlichen Wesen mehr, und die Spielmechanismen sind in vielen Dingen anders.
Ein weiterer Unterschied ist, dass alle Uratha von Menschen oder anderen Uratha geboren werden und niemals von Wölfen, da sich die Uratha mit jenen nicht fortpflanzen können, anders als die Garou in Werewolf: The Apocalypse. Weiterhin gibt es keine Uratha, die zwei Uratha als Eltern haben, da eine solche Paarung ein Monster hervorbringt. Weiterhin können die Uratha im Gegensatz zu den Garou ihre Kampfgestalt nur kurzzeitig annehmen.

## Publikationsfolge im englischen Original
- Werewolf: Paria (März 2005)
- Hunting Ground: The Rockies (April 2005)
- Predators (Juni 2005)
- Lore of the Forsaken (August 2005)
- Blood of the Wolf (Oktober 2005)
- Lodges: The Faithful (November 2005)
- Blasphemies (Januar 2006)
- Territories (April 2006)
- Lodges: The Splintered (September 2006)
- The Pure (November 2006)
- The Rage: Forsaken Player’s Guide (Februar 2007)
- The War Against the Pure (März 2007)
- Parlor Games (Januar 2008, nur als PDF)
- Tribes of the Moon (April 2008)